# Davide Mosconi
Davide Mosconi (Milano, 31 luglio 1941 – Milano, 4 aprile 2002) è stato un fotografo, musicista e designer italiano.
Artista poliedrico, Mosconi ha spaziato dalla fotografia alla musica, passando per la poesia e il design adottando in ciascuno di questi ambiti un approccio radicalmente sperimentale.

## Biografia
Nato a Milano, Davide Mosconi ha una formazione musicale classica, ricevuta al Conservatorio Giuseppe Verdi. Ad un primo soggiorno a Londra nel 1961, dove studia fotografia al London College of Printing segue un periodo di quattro anni a New York in cui lavora come assistente del fotografo statunitense Richard Avedon.
Nel 1968 di ritorno a Milano, tiene la prima mostra personale presso la Galleria Il Diaframma con una mostra intitolata ‘Il sogno di Davide’.
Negli anni Settanta fonda Studio X, uno studio fotografico con cui porta avanti progetti pubblicitairi e servizi di moda. Lavora contemporaneamente a numerosi progetti fotofrafici e musicali. Crea il gruppo di musica sperimentale N.A.D.M.A (Natural Arkestra De Maya Alta), composto di otto elementi e con cui incidono ”Uno zingaro di Atlante con un fiore a New York”. Nel 1972 partecipa all'importante esposizione “The New Domestic Landscape” organizzata al MOMA di New York con un cortometraggio intitolato ”Something to Believe In”.
La ricerca musicale successiva assume forme originali e inedite nell'allestimento di concerti di musica ambientale, utilizzando campane e locomotive, inventando strumenti musicali, fatti di materiali come il cristallo, e con un'attività didattica sempre all'insegna dell'originalità, tra cui i laboratori di educazione acustica ”Giocare con i suoni”, concepiti insieme all'eclettico Bruno Munari, con cui collabora a vari progetti. Tra questi, nel 1980, l'allestimento del Prometheus di Aleksandr Nikolaevič Skrjabin, al Teatro Comunale di Firenze, in collaborazione con Bruno Munari e Piero Castiglioni.
La produzione fotografica degli anni ottanta e novanta dà vita alla serie dei trittici, variazioni su un soggetto, realizzati utilizzando la Polaroid. È con una serie di questi trittici intitolata ”In morte del padre”, realizzata con Polaroid di grandi dimensioni, 51x61cm, che nel 1984 riceve il premio Polaroid.
La Galleria Milano ha dedicato numerose mostre al lavoro di Davide Mosconi, sia in campo fotografico che musicale. Dopo la sua scomparsa nel 2002, sono stati proposti alla Galleria Milano una serie di concerti dei brani tratti dal libro Lastoriadellamusicadidavidemosconi, edito nel 1989.

### Esposizioni (selezione di personali e collettive)
I lavori di Davide Mosconi sono stati presentati in varie edizioni della Biennale di Venezia, nel 1991, nel 1993, nel 2001 e nel 2003.
- 1968, ”Il Sogno di Davide”. Mostra personale. Galleria Diaframma, Milano
- 1973, Davide Mosconi. Mostra personale. Studio Marconi, Milano
- 1974, Davide Mosconi. Mostra personale. Galleria Primopiano, Torino
- 1974, Man Ray, Cecil Beaton, Gerald Malanga, Ugo Mulas, Davide Mosconi. Studio Barozzi, Milano
- 1996, David Mosconi. ”Day Skies”, Personale. Pamela Auchincloss Gallery, New York
- 1997, ”Drawing Air/Skies”, Museum voor Fotografie, Antwerpen
- 1998, Davide Mosconi – “Cieli” Fotografie 1986-1997. Mostra personale. Galleria Milano, Milano
- 1998, Davide Mosconi. ”Face”. Personale. Italian Designer Gallery, ICFF, New York
- 1988, The International Polaroid Collection: Selections 4, Victoria & Albert Museum, Londra
- 1999, Davide Mosconi – ”Polvere 1998-1999”, Galleria Milano, Milano. Mostra personale nell'ambito del Festival “Triennale – Photomedia Europe 1999
- 1999, Davide Mosconi 1990-1999: “Night Skies” – “Drawing Air” – “Polveri“. Mostra personale. Studio d'arte contemporanea Dabbeni, Lugano
- 1999, Phenomena: The Poetics of Science, The Friends of Photography-Ansel Adams Center, San Francisco
- 2003, Davide Mosconi – ”Autoritratti bucati”. Mostra personale. Galleria San Fedele, Milano
- 2009, Davide Mosconi. 5 trittici “In morte del padre” 1984. Disegnare l'aria 1995-96. Mostra personale. Galleria Milano, Milano
- 2012, Davide Mosconi. ”Irresistibile indimenticabile”. Mostra personale. Galleria Milano, Milano
- 2012, Addio Anni 70. Arte a Milano 1969-1980, Palazzo Reale, Milano, a cura di Francesco Bonami e Paola Nicolin

### Progetti musicali, concerti e performance
- 1971, Concerto per pianoforte e mazza, video performance muta in b/n., in collaborazione con Rolf Gehlhaar
- 1977, Davide Mosconi, Music Theater, Palais des Beaux Arts, Bruxelles
- 1980, Allestimento del Prometheus di Aleksandr Nikolaevič Skrjabin, Teatro Comunale di Firenze, in collaborazione con Bruno Munari e Piero Castiglioni
- 1982, La Tenda Rossa, performance al Teatro Carcano per “Musicalia”, Milano, a cura della Videoteca Giaccari (Muel), con la collaborazione del Teatro Out-Off
- 1982, Ragnatela con lastre di Metallo, performance al Teatro Carcano per “Musicalia”, Milano, a cura della Videoteca Giaccari (Muel), con la collaborazione del Teatro Out-Off
- 1985, Concerto alle Scimmie di Milano sui "Corni a nebbia dei mari del Nord"
- 1986, Bruno Munari Aritmie Meccaniche 1951-1986. Performance con oggetti di B. Munari
- 1987, 3 Concerti di Sessanta secondi, Progetto per la Rai, regia di Davide Mosconi, fotografia di Massimo Vitali
- 2006, Lastoriadellamusicadidavidemosconi, concerto I, videoinstallazione a cura di N. Pellegrini e performance, con quattro sculture sonore di D. Mosconi e M. Ferreri, Galleria Milano, Milano
- 2009, Lastoriadellamusicadidavidemosconi, concerto IV, con mostra di oggetti musicali realizzati da D. Mosconi, Galleria Milano, Milano. Esecutore pianista D. Buccino
- 2014, SEZIONE AUREA / Sezione Ritmica, 1971-2000, Galleria Milano, Milano. Installazione e direzione sonora a cura di Gerardo De Pasquale

### Davide Mosconi nei musei
- Peggy Guggenheim Collection, Venezia
- National Gallery, Bruxelles
- The Institute of Contemporary Arts, Londra
- Museo Diego Aragona Pignatelli Cortes, Napoli

### Premi e riconoscimenti
- 1984, Premio Polaroid
- 1987, International Center of Photography. Primo Premio per la fotografia d'arte

## Pubblicazioni (selezione)

### Libri e scritti di Davide Mosconi
- Davide Mosconi, "Design Italia '70", Achille Mauri Editore, Milano 1970
- Davide Mosconi, Alberto Munari, Bruno Munari, "Giocare con i suoni/Playing with sounds", in Domus, novembre 1982, n. 633
- Davide Mosconi, "188 nodi da collo", Idea Libri, Milano 1984. ISBN 88-7082-030-0
- Davide Mosconi, "Lastoriadellamusicadidavidemosconi", Do-Soul, 1989
- Davide Mosconi, "Disegnare l'aria", in Catalogo della mostra, Galleria Milano, Milano, 2009

### Letteratura su Davide Mosconi
- "Fotografia creativa", Catalogo della mostra allestita dal Centro Gamma presso il Centro La Cappella in Trieste, dal 21 febbraio al 14 marzo 1970, conversazione con Gillo Dorfles; testo di Daniela Palazzoli, La Cappella. Gamma, Trieste, 1970
- Walter Guadagnini e Flaminio Gualdoni (a cura di), "Le arti della fotografia", Leonardo Arte, Milano, 1998
- Richard Whelan, Daniela Palazzoli, Davide Mosconi, Pool Andries, "Davide Mosconi", Edizioni Charta, 1998. ISBN 978-88-8158-116-0
- Barbara Hitchcock, Deborah Klochko (a cura di), "Innovation/Imagination: 50 Years of Polaroid Photography", Harry N. Abrams, New York, 1999
- Beppe Finessi, "Bruno Munari-Davide Mosconi. Invece del campanello", Editore Corraini, Mantova, 2006. ISBN 978-88-7570-114-7
- A. Heine, R. Reuter, U. Willingmann, a cura di, "From Polaroid to Impossible". Masterpieces of Instant Photography – The WestLicht Collection, Editore Hatje Cantz, Ostfildern, 2011
- "Addio anni 70. Arte a Milano 1969-1980", catalogo della mostra (Milano 2012), Palazzo Reale, Milano, 2012
- Elio Grazioli,"Davide Mosconi: fotografia, musica, design", Doppiozzero, Milano, 2014. ISBN 978-88-97685-39-5